# Belle toute nue
Vous pouvez aider à l'améliorer ou bien discuter des problèmes sur sa page de discussion.
- Il ne s’appuie pas, ou pas assez, sur des sources secondaires ou tertiaires. (Marqué depuis septembre 2014)
- Il est à actualiser. Certains passages sont obsolètes ou annoncent des événements désormais passés. (Marqué depuis mars 2014)

- Archive Wikiwix
- Bing
- Cairn
- DuckDuckGo
- E. Universalis
- Gallica
- Google
- G. Books
- G. News
- G. Scholar
- Persée
- Qwant
- (zh) Baidu
- (ru) Yandex
- (wd) trouver des œuvres sur Wikidata

Belle toute nue est une émission de télévision française diffusée sur M6 entre 2008 et 2012 avec une reprise ponctuelle en 2015. Elle a été présentée par Chris Carvillo en 2015 et précédemment par William Carnimolla. L'émission est produite par Adventure Line Productions  et adaptée du programme britannique de Channel 4, How to Look Good Naked, dont Téva a diffusé les deux premières saisons. En 2021, le Groupe TF1 annonce que l'émission sera relancée sur TFX sous le titre Comment être belle toute nue ? et avec Zak Khchaï à la présentation.

## Diffusion
L’émission dure 40 minutes et est diffusée en deuxième partie de soirée (22 h 15), d'abord le mardi puis le lundi, et par la suite le week-end en journée. La 1re saison a débuté le 9 décembre 2008, la 2e saison le 11 mai 2009 […] la saison 5 debute à partir du 2 juillet 2012.

## Principe
Le but de l’émission « Belle Toute Nue » est d’aider une femme ronde (qui n'aime pas son corps) à se sentir bien, à se mettre en valeur et à accepter son image, le tout sans régime ni recours à la chirurgie esthétique, seuls les conseils personnalisés de William Carnimolla, l’aideront à se réconcilier avec son corps.
L’émission est composée de différentes étapes, le but étant d’arriver à se sentir belle toute nue.
1. Les confessions : La candidate doit se mettre en sous-vêtements et expliciter ses complexes, pour comprendre ce qu’elle n’aime pas chez elle. William Carnimolla débute alors son coaching en soulignant les avantages de la silhouette de la candidate, et en atténuant les points faibles de sa morphologie.
2. La prise de conscience : Dans cette deuxième étape, la candidate doit tenter de se placer correctement sur une « échelle humaine » composée de six autres femmes. Le critère de comparaison choisi est généralement son complexe majeur (tour de taille, tour de hanche, etc.). Le but est alors de prendre conscience de son corps, tel qu’il est réellement, en le comparant à celui des autres.
3. Être confrontée aux regards des autres : Une photo géante de la candidate, en sous-vêtements, est projetée sur un mur en plein Paris. Le présentateur recueille les avis des passants que la candidate écoute.
4. Shopping : Séance shopping personnalisée, les habits et accessoires sont choisis en fonction de la morphologie de la candidate afin de trouver comment mettre en valeur les atouts et cacher les petits défauts. Cette étape permet également de donner des conseils généraux à toutes les téléspectatrices qui peuvent s’identifier à la candidate.
5. Relooking : Coiffure, maquillage, il faut apprendre à soigner son image pour réussir à mieux l’apprécier.
6. Faire une photo nue : C’est l’étape incontournable de l’émission, le défi des candidates : il faut se sentir belle… toute nue ! En effet, ce n’est pas tout de réussir à s’accepter avec un nouveau style, il faut également assumer son corps tel qu’il est. Pour cela, la candidate va se faire photographier par un professionnel, « mais cette photo je veux que tu la fasses… nue » comme le dit William Carnimolla à chaque épisode.
7. Être à nouveau confrontée aux regards des autres : La photo nue sera, elle aussi, projetée en géant sur un mur en plein Paris. La candidate est à nouveau confrontée au jugement des autres en leur demandant « Est-ce que vous me trouvez belle toute nue ? », et l’aboutissement du coaching est de pouvoir dire avec fierté : « je me trouve belle toute nue ! ».

D’une émission sur l’autre, un défi supplémentaire peut apparaître, par exemple : défiler nue.

## Et après l'émission
Le but de l’émission est de réussir à ce que la candidate se sente belle, et prenne conscience de sa beauté. Selon Nicky, une des premières candidates de l’émission, sa vie a changé après cette expérience.

## Audiences
| Date de diffusion       | Nombre de téléspectateurs | Part de marché (PDM) |
| ----------------------- | ------------------------- | -------------------- |
| 9/12/2008 (la première) | 3,3 millions              | 22 %                 |
| 11/05/2009              | 2,2 millions              | 18,2 %               |
| 31/03/2010              | 1,68 million              | 14,3 %               |
| 20/07/2010              | 2,05 million              | 16,8 %               |
| 16/08/2010              | 1,79 million              | 15,7 %               |
| 13/06/2011              | 1,5 million               | 14 %                 |
| 20/06/2011              | 1,7 million               | 15 %                 |
| 4/07/2011               | 1,6 million               | 16 %                 |
| 18/07/2011              | 1,5 million               | 14 %                 |
| 25/07/2011              | 1,7 million               | 15 %                 |
| 1/08/2011               | 2,1 million               | 18 %                 |
| 23/11/2015              | 1,0 million               | 12,8 %               |